# 손가락인형
대개는 손인형 가운데 집게손가락으로 머리를, 엄지와 가운데손가락으로 두 팔을 조종하는 형태의 인형을 이르지만, 가끔은 손가락 하나에만 끼워 노는 인형 형태를 이르는 말로도 쓴다.
세분해서 쓸 때 손인형(혹은 '손가락인형')은 인형을 장갑처럼 손에 끼우고 머리와 팔을 손가락에 끼워 놀지만, 손가락인형은 인형 하나를 손가락 하나에 끼워 놀기에 몸 전체 움직임이 있을 뿐 머리, 팔다리는 없거나 움직임은 없는 차이가 있다.
'손가락인형'은 마치 종이인형을 쓰듯이 '구연'(口演)을 할 때 소품으로 흔히 쓴다.

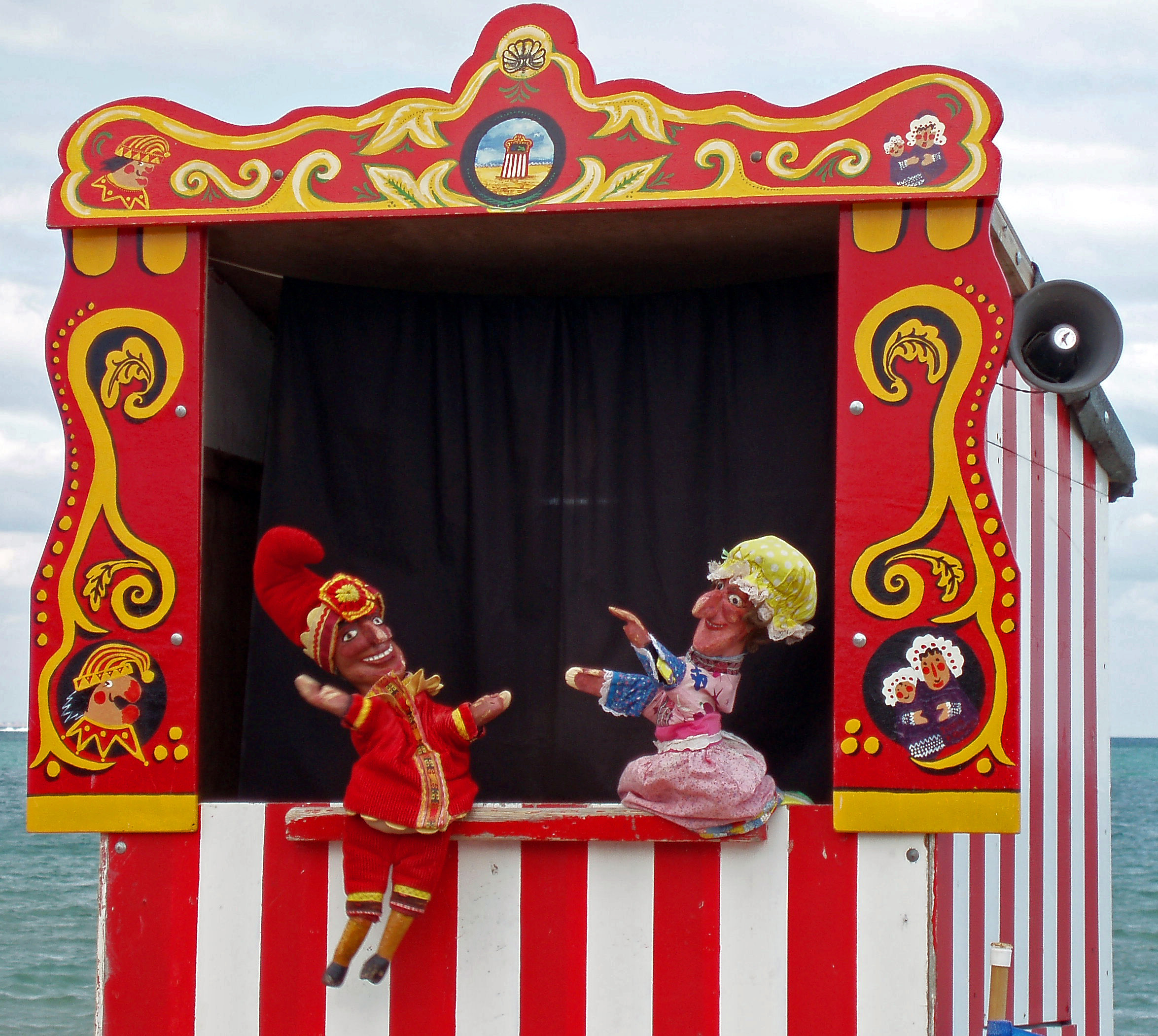
집게손가락으로 머리를, 엄지와 가운데손가락으로 팔을 움직여 노는 형태의 '손가락인형'(혹은 '손인형')
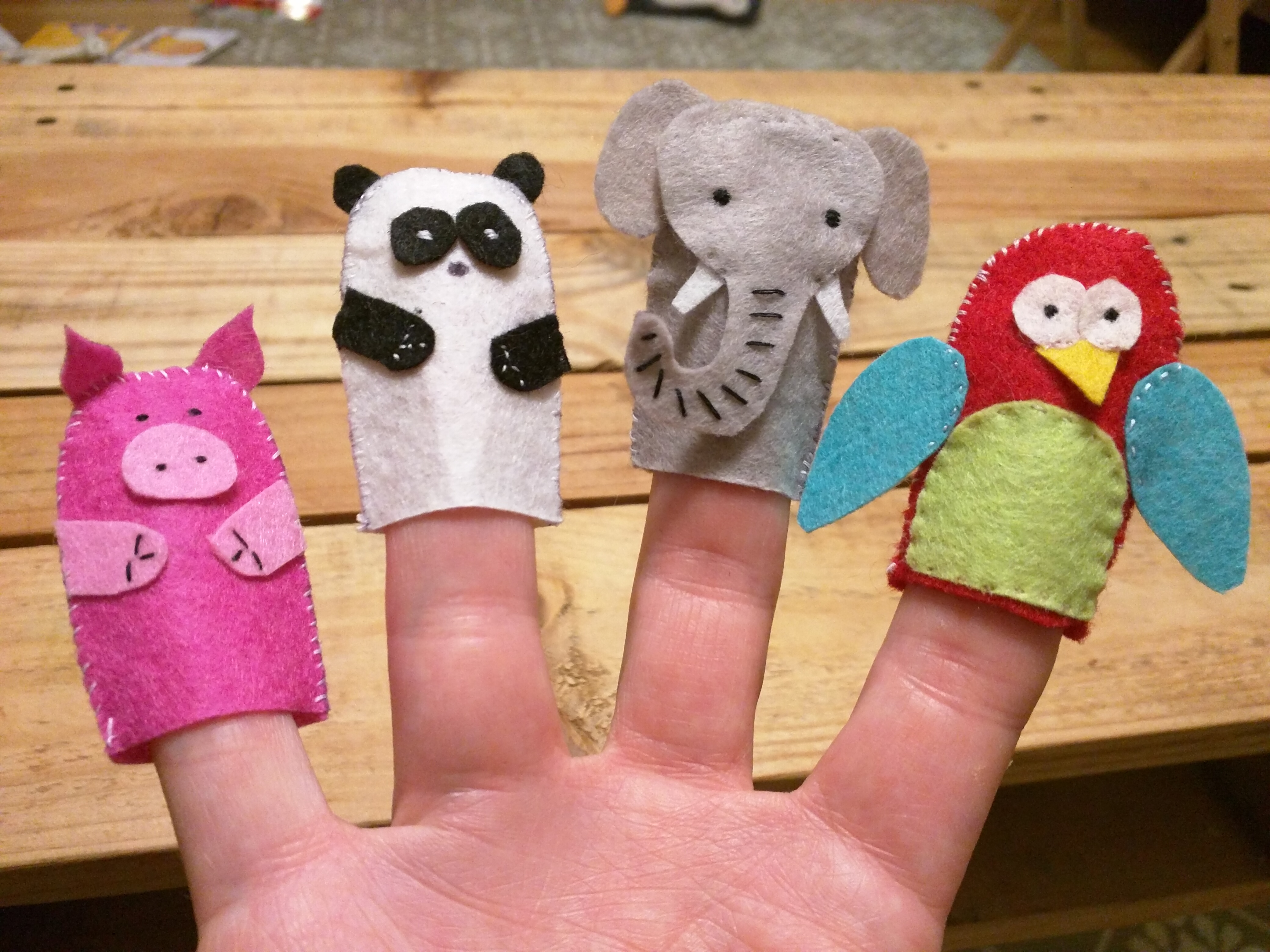
손가락 하나에 인형 하나를 끼워 노는 '손가락인형'

## 같이 보기
- 손인형
- 기뇰